# Just the Wind
Pour plus de détails, voir Fiche technique et Distribution.
Just the Wind (Csak a szél) est un film hongrois réalisé par Benedek Fliegauf et sorti sur les écrans en 2012.
Le film suit une journée d'une famille de Roms vivant dans la crainte d'une attaque raciste, de l'aube à tard dans la nuit.
Just the Wind a gagné le Grand prix du jury au 62e festival international du film de Berlin et fut sélectionné par la Hongrie pour l'Oscar du meilleur film en langue étrangère pour la 85e cérémonie des Oscars de 2013 mais ne fut pas retenu.

## Idée de départ
En 2008 et 2009, huit personnes appartenant à la communauté des Roms ont été assassinées en Hongrie, la plupart probablement par le même groupe de personnes que la police a finalement pu arrêter après le meurtre de Tatárszentgyörgy. Benedek Fliegauf s'est librement inspiré de ces meurtres en série pour écrire le scénario de Just the Wind.

## Scénario
La nouvelle de l'assassinat d'une famille de Roms dans un village hongrois se propage rapidement. Les auteurs se sont échappés et tous prétendent ignorer qui aurait commis le crime. Pour une autre famille rom vivant à proximité, ces assassinats ne font que confirmer leur peur latente soigneusement refoulée. Habitant à Toronto au Canada, le chef de famille décide que sa femme, Mari, son fils Rio âgé de onze ans, sa fille Anna, un peu plus âgée, ainsi que leur grand-père doivent le rejoindre dès que possible. Vivant dans la peur de la terreur raciste qui les entoure et se sentant abandonnée par la majorité silencieuse, la famille tente vaille que vaille de passer la journée suivant l'attaque de leurs proches voisins, vaquant à leurs occupations habituelles. Une fois de plus, ils vivent les brimades et humiliations quotidiennes. À la nuit tombée, les membres de la famille rapprochent les lits plus près les uns des autres que d'habitude. Cependant, leur espoir d'échapper à la folie meurtrière se révèle illusoire. Alors que la famille vient de se mettre au lit, un bruit les fait sursauter. La mère apaise ses enfants en leur disant que c'est « juste le vent ». C'est à ce moment que plusieurs hommes pénètrent dans la maison et tirent au fusil de chasse sur leurs occupants. Seul Rio parvient à s'échapper.

## Fiche technique
- Titre : Just the Wind[5]
- Titre original : Csak a szél
- Réalisation : Benedek Fliegauf
- Scénario : Benedek Fliegauf
- Producteurs : Ernö Mesterházy, András Muhi, Mónika Mécs
- Coproducteurs : Pierre-Emmanuel Fleurantin, Laurent Baujard, Michael Reuter, Rebekka Garrido
- Musique : Benedek Fliegauf
- Image : Zoltán Lovasi
- Montage : Xavier Box
- Son : Tamás Beke, Adrian Báumeister
- Création des décors : Benedek Fliegauf
- Durée : 86 minutes
- Pays : Hongrie, Allemagne, France
- Dates de sortie :
  - Festival du film de Berlin : 16 février 2012
  -  Hongrie : 5 avril 2012
  -  France
    - 1er juillet 2012 (Festival Paris Cinéma)
    - 12 juin 2013 (en salles)

## Distribution
- Katalin Toldi : Mari, surnommée Birdy
- Gyöngyi Lendvai : Anna, sa fille
- Lajos Sárkány : Rio, son fils
- György Toldi : le grand-père

Les quatre personnages principaux du film sont des acteurs amateurs roms qui obtiennent pour ce film leur premier rôle au cinéma.

## Atmosphère
Bence Fliegauf dépeint l'atmosphère de pogrom qu'engendre une telle violence envers les Roms. En plus de nombreuses scènes filmées dans une quasi-obscurité, le fait que la caméra suive pas-à-pas les protagonistes, les filmant parfois à une distance de quelques dizaines de centimètres, rend l'escalade des événements particulièrement oppressante. Les membres de cette famille se déplacent presque constamment les yeux fixés au sol, ce qui crée une situation de malaise.

## Nominations, prix et récompenses
- 2012 : Festival de Berlin
  - Ours d'argent (Grand prix du jury)
  - Prix Amnesty International
  - Prix de la Paix
- 2012 : Prix du jury, Festival Paris Cinéma
- 2012 : Prix du Conseil de l'Europe (FACE), 31e festival du film d'Istanbul